# Vasko Ševaljević
Vasko Ševaljević [ʋ⁠⁠askɔ ʃɛʋal⁠ʎɛ⁠ʋ⁠⁠itɕ] (serbisch-kyrillisch Васко Шеваљевић; * 21. Juni 1988 in Kotor, SR Montenegro, SFR Jugoslawien) ist ein montenegrinischer Handballspieler.

## Karriere
Vasko Ševaljević spielte bis 2010 bei seinem Heimatverein RK Lovćen Cetinje, mit dem er am EHF-Pokal und am Europapokal der Pokalsieger teilnahm und 2007 montenegrinischer Meister wurde. Anschließend lief er in der spanischen Liga ASOBAL für Amaya Sport San Antonio auf. 2012 wechselte der 1,93 Meter große Rückraumspieler zum belarussischen Klub HC Dinamo Minsk, mit dem er 2013 die Meisterschaft gewann. Ab der Saison 2013/14 stand er beim deutschen Bundesligisten TSV Hannover-Burgdorf unter Vertrag. Im EHF Europa Pokal 2013/14 erreichte er mit den "Recken" die Gruppenphase. Zur Saison 2015/16 wechselte er zum französischen Verein Fenix Toulouse Handball. Nach jeweils zwei Jahren in Toulouse und bei Tremblay-en-France Handball unterschrieb er bei Istres Ouest Provence HB. Im Januar 2021 nahm ihn der nordmazedonische Champions-League-Teilnehmer RK Vardar Skopje unter Vertrag. Zur Saison 2021/22 wechselte Ševaljević zum französischen Verein Saran Loiret Handball. Nachdem Ševaljević zum israelischen Erstligisten Hapoel Rischon LeZion gewechselt war, schloss er sich im November 2022 dem schwedischen Erstligisten Redbergslids IK an. Seit der Saison 2023/24 steht er bei Amo Handboll unter Vertrag. Auf Leihbasis läuft er im April und Mai 2024 für den katarischen Verein al-Duhail SC auf.
Ševaljević gehört zum Kader der montenegrinischen Nationalmannschaft, mit der er an der Weltmeisterschaft 2013 in Spanien teilnahm. Bei der Europameisterschaft 2014 in Dänemark war er mit 16 Toren in drei Spielen bester Werfer seiner Mannschaft. An der Europameisterschaft 2018 nahm er ebenfalls teil.

## Bundesligabilanz
| Saison    | Verein                | Spielklasse | Spiele | Tore | 7-Meter | Feldtore |
| --------- | --------------------- | ----------- | ------ | ---- | ------- | -------- |
| 2013/14   | TSV Hannover-Burgdorf | Bundesliga  | 34     | 105  | 34      | 71       |
| 2014/15   | TSV Hannover-Burgdorf | Bundesliga  | 34     | 48   | 6       | 42       |
| 2013–2015 | gesamt                | Bundesliga  | 68     | 153  | 40      | 113      |